# ヴァンダービルト杯

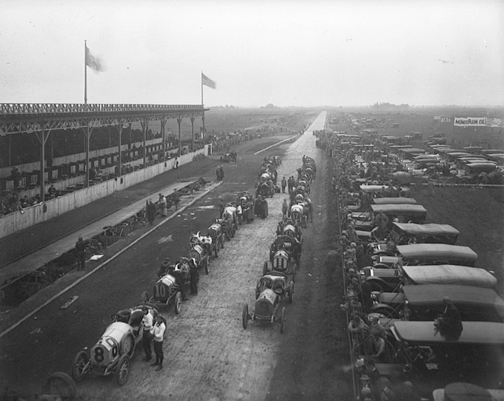
1910年ヴァンダービルト杯、スタート直前の様子

ヴァンダービルト杯（Vanderbilt Cup）は、アメリカ合衆国の自動車レースにおいて最初に創設されたメジャータイトルである。1904年から1937年まで米・欧対抗の国際大会として開催された。1960年以降はアメリカ国内の各種レースに賞典として懸けられている。

## 沿革

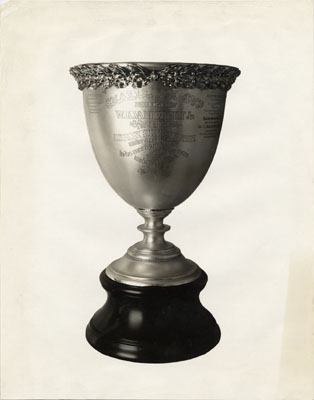
1915年ヴァンダービルト杯の優勝カップ（トロフィー）

### 創設
ヴァンダービルト杯は大富豪ヴァンダービルト家の子息、ウィリアム・キッサム・ヴァンダービルト2世（William Kissam Vanderbilt II）により創設された。プライベートレーサーでもあるヴァンダービルトは、ゴードン・ベネット杯におけるアメリカ勢の不振を憂い、ヨーロッパから一流ドライバーや車両を招いてレースを行うことで、アメリカの自動車メーカーに刺激を与えられると考えた（欧州ではすでに多数の自動車メーカーが技術を競う場となり、自動車技術の発展に寄与していた）。彼はアメリカ自動車協会（AAA）に多額の賞金と優勝杯を提供し、アメリカの自動車メーカーの参戦を望んだ。

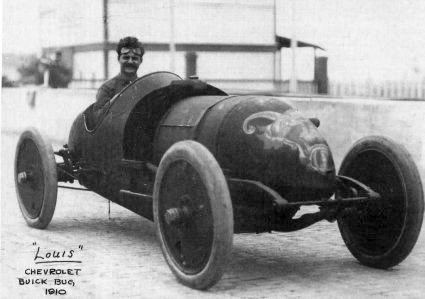
1910年ヴァンダービルト杯に参加したルイ・シボレー
（後のシボレー創設者）

1904年10月8日、ニューヨーク州ロングアイランドナッソー・カウンティ（Nassau County）の田園地帯に公道コースを設けて、最初の大会が開催された。大西洋を渡って参加した欧州車を含めて17台が参加し、地元ロングアイランド出身のジョージ・ヒースがフランス製パナールに乗って優勝した。
公道コースのため当初より観客整理が問題となり、1907年は開催をキャンセル。ヴァンダービルトの出資により自動車専用道路（Long Island Motor Parkway）を建設し、コース設定に組み込むことになった。1908年にはロコモービル（Locomobile）が優勝し、国際レースにおけるアメリカ車の初優勝を記録した。
1908年にはアメリカGPの前身となるアメリカン・グランド・プライズ（American Grand Prize）、1911年にはインディ500が創設され、国内3大タイトルが成立することになった。ヴァンダービルト杯は開催地を変えながら行われたが、アメリカの第一次世界大戦参戦により休止に追い込まれた。
1936年と1937年にはルーズベルト・レースウェイ（Roosevelt Raceway）を舞台に一時復活し、アルファロメオやメルセデス・ベンツ、アウトウニオンなどのGPカーが参戦するも、これを最後に国際レースとしての単独開催は終了した。

### タイトル復活
1960年代以降、ヴァンダービルト杯はアメリカのモータースポーツ史上最古の権威として、各種ビッグイベントの優勝者、もしくは選手権チャンピオンに贈られるようになった。
- 1960年 - ルーズベルト・レースウェイで行われたフォーミュラ・ジュニア（FJ）。
- 1965〜1968年 - アメリカ合衆国ロードレース選手権（United States Road Racing Championship = USRRC）のブリッジハンプトン・スポーツカーレース（Bridgehampton Sports Car Races）。
- 1996〜1999年 - CARTのU.S. 500。CARTとIRLの分裂により、インディ500に対抗するものとしてミシガン・インターナショナル・スピードウェイで開催された。
- 2000〜2007年 CARTおよびチャンプカー・ワールド・シリーズのシリーズチャンピオン。

チャンプカーのインディカー・シリーズへの統合に伴い、ヴァンダービルト杯は2008年以降再び休眠状態となっている。

## レースの勝利者

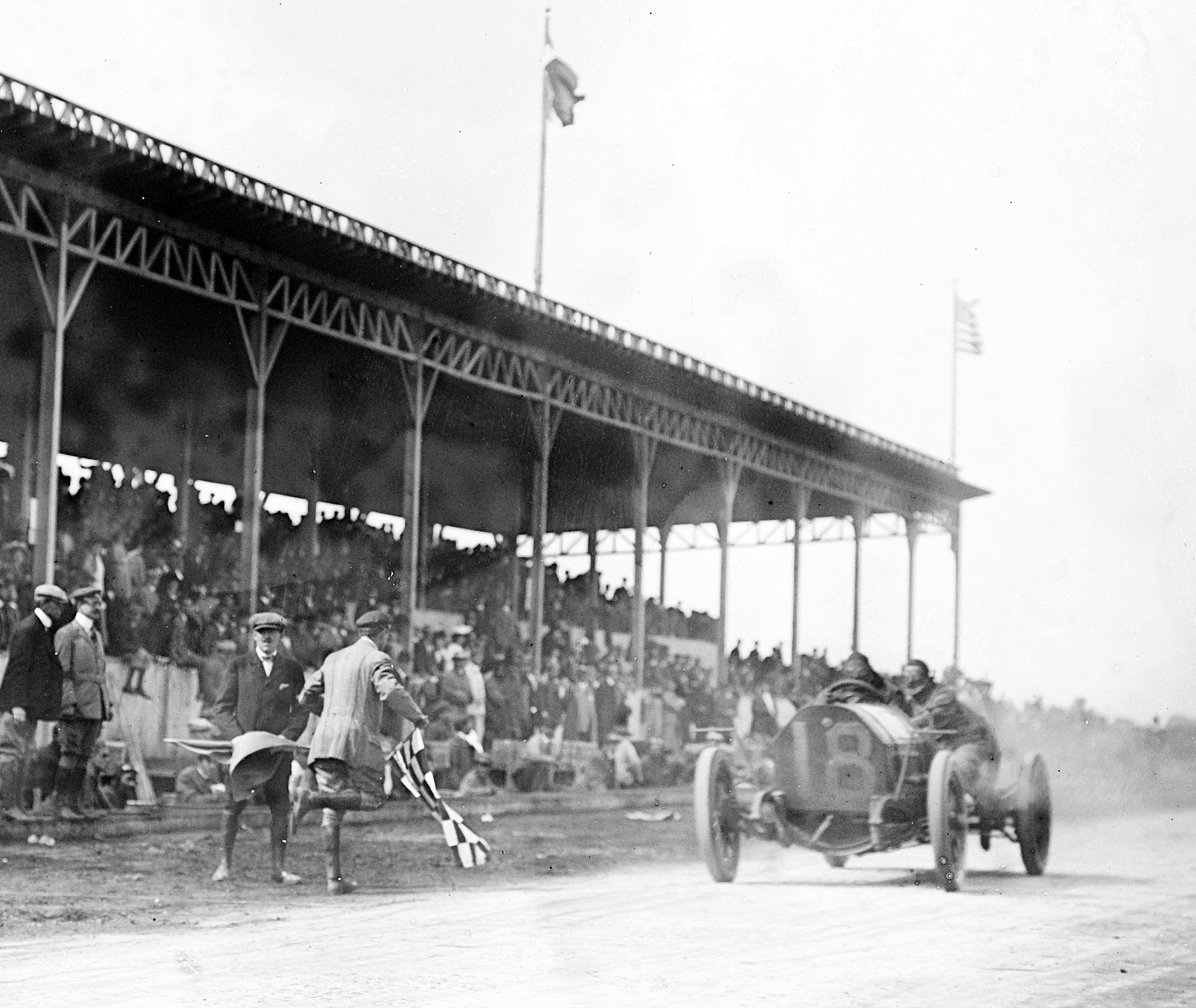
ALCOを駆るハリー・グラント優勝の瞬間
（1910年ヴァンダービルト杯）

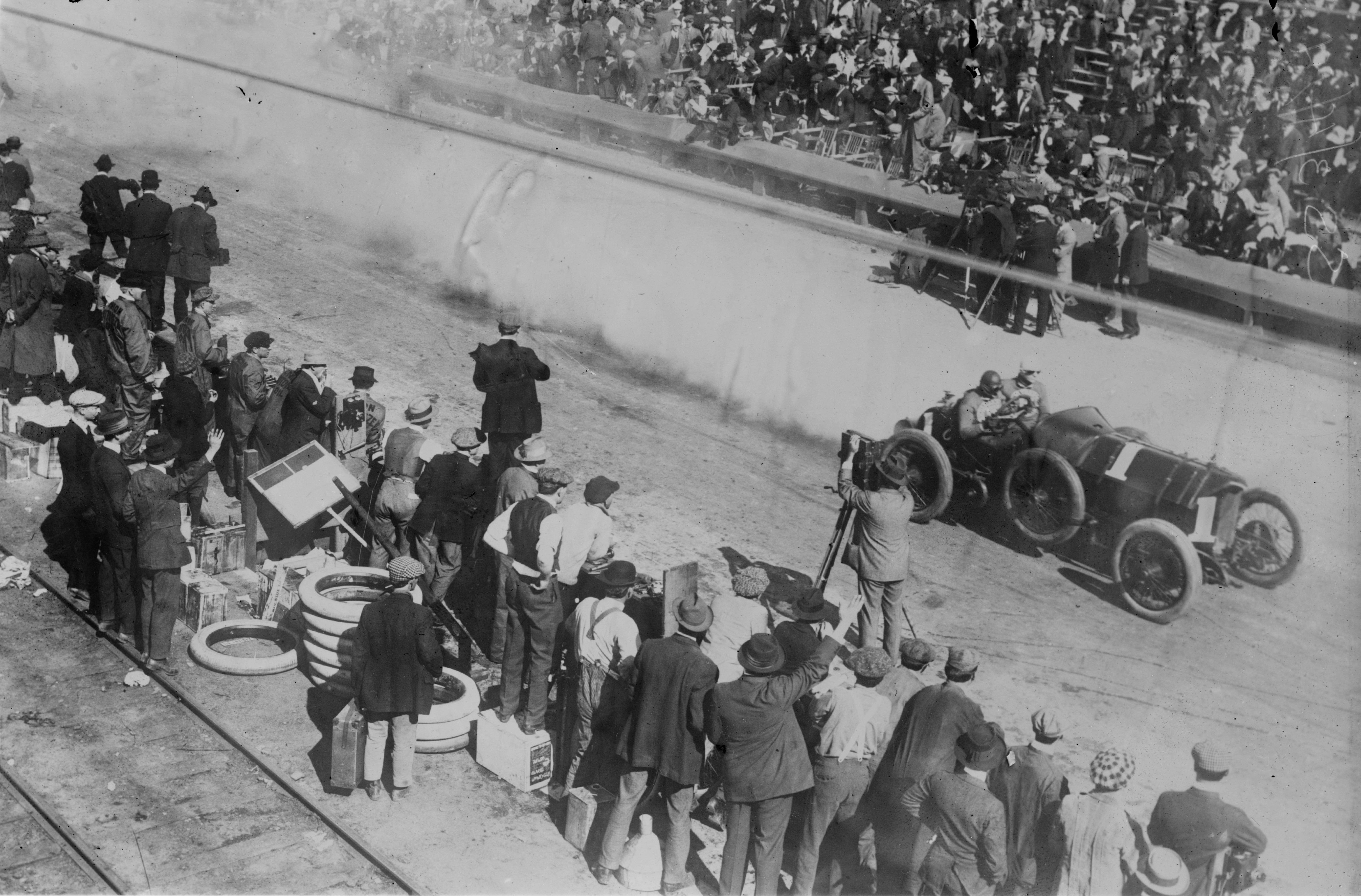
1914年ヴァンダービルト杯、スタート直後

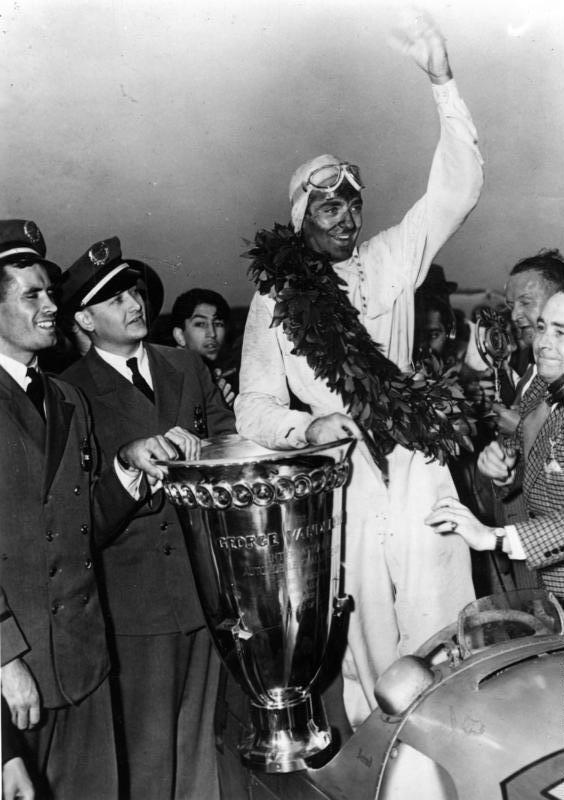
1937年の勝者、ベルント・ローゼマイヤー
（アウトウニオン）

| 年          | 開催地                                       | ドライバー                 | 車両                    |
| ----------- | -------------------------------------------- | -------------------------- | ----------------------- |
| 1904        | ナッソー・カウンティ                         | ジョージ・ヒース           | パナール                |
| 1905        | ナッソー・カウンティ                         | ヴィクター・エメリ         | ダラック                |
| 1906        | ナッソー・カウンティ                         | ルイ・ワグナー             | ダラック                |
| 1907        | 開催されず                                   | 開催されず                 | 開催されず              |
| 1908        | ロングアイランド・モーター・パークウェイ     | ジョージ・ロバートソン     | ロコモービル            |
| 1909        | ロングアイランド・モーター・パークウェイ     | ハリー・グラント           | ALCO                    |
| 1910        | ロングアイランド・モーター・パークウェイ     | ハリー・グラント           | ALCO                    |
| 1911        | サバンナ                                     | ラルフ・マルフォード       | Lozier                  |
| 1912        | ミルウォーキー                               | ラルフ・デパルマ           | メルセデス              |
| 1913        | 開催されず                                   | 開催されず                 | 開催されず              |
| 1914        | サンタモニカ                                 | ラルフ・デパルマ           | シュローダー-メルセデス |
| 1915        | サンフランシスコ                             | ダリオ・レスタ             | プジョー                |
| 1916        | サンタモニカ                                 | ダリオ・レスタ             | プジョー                |
| 1917 - 1935 | 開催されず                                   | 開催されず                 | 開催されず              |
| 1936        | ルーズベルト・レースウェイ                   | タツィオ・ヌヴォラーリ     | アルファロメオ          |
| 1937        | ルーズベルト・レースウェイ                   | ベルント・ローゼマイヤー   | アウトウニオン          |
| 1938 - 1959 | 開催されず                                   | 開催されず                 | 開催されず              |
| 1960        | ルーズベルト・レースウェイ                   | ハリー・カーター           | Stanguellini            |
| 1961 - 1964 | 開催されず                                   | 開催されず                 | 開催されず              |
| 1965        | ブリッジハンプトン・サーキット               | ジム・ホール               | シャパラル・シボレー    |
| 1966        | ブリッジハンプトン・サーキット               | ジェリー・グラント         | ローラ・フォード        |
| 1967        | ブリッジハンプトン・サーキット               | マーク・ダナヒュー         | ローラ・シボレー        |
| 1968        | ブリッジハンプトン・サーキット               | スキップ・スコット         | ローラ・シボレー        |
| 1969 - 1995 | 開催されず                                   | 開催されず                 | 開催されず              |
| 1996        | ミシガン・インターナショナル・スピードウェイ | ジミー・バッサー           | レイナード・ホンダ      |
| 1997        | ミシガン・インターナショナル・スピードウェイ | アレックス・ザナルディ     | レイナード・ホンダ      |
| 1998        | ミシガン・インターナショナル・スピードウェイ | グレッグ・ムーア           | レイナード・メルセデス  |
| 1999        | ミシガン・インターナショナル・スピードウェイ | トニー・カナーン           | レイナード・ホンダ      |
| 2000        | フルシーズン                                 | ジル・ド・フェラン         | レイナード・ホンダ      |
| 2001        | フルシーズン                                 | ジル・ド・フェラン         | レイナード・ホンダ      |
| 2002        | フルシーズン                                 | クリスチアーノ・ダ・マッタ | ローラ・トヨタ          |
| 2003        | フルシーズン                                 | ポール・トレーシー         | ローラ・フォード        |
| 2004        | フルシーズン                                 | セバスチャン・ボーデ       | ローラ・フォード        |
| 2005        | フルシーズン                                 | セバスチャン・ボーデ       | ローラ・フォード        |
| 2006        | フルシーズン                                 | セバスチャン・ボーデ       | ローラ・フォード        |
| 2007        | フルシーズン                                 | セバスチャン・ボーデ       | パノス・コスワース      |